# Antti Alamäki
Antti Alamäki, född 14 augusti 1986 i Torneå, Finland, är en finländsk ishockeytränare och före detta professionell ishockeyspelare (back).
I Hockeyallsvenskan har han spelat för Asplöven HC, under säsongerna 2012/2013 och 2013/2014.

## Extern länk
- Presentation och statistik för Antti Alamäki som spelare  på Elite Prospects.